# 一角獣 (曲)
一角獣（ユニコーン、英語: Unicorn）は、 てにをはの楽曲。

## 概要
2020年5月15日にYouTubeとニコニコ動画に投稿された、VOCALOIDのv_flowerを使用した楽曲。既存の枠組みに疑問を持ち自らのアイデンティティ（性を含む）に葛藤する少年の心情が綴られている。
てにをはが手掛ける楽曲の特徴である韻を踏んだ表現の多用、歌詞の言葉遊びと物語性の高さが見受けられる。例えば、サビは「落ちたARK」「額のMARK」「強く照らせDARK」と脚韻を踏んでいる。
ニコニコ動画では5月16日に「VOCALOID」タグのランキングで1位を獲得し、殿堂入りしている。
2020年6月3日に各種音楽ストリーミング・サービスにおいて配信が開始された。

## 収録内容
| #         | タイトル   | 作詞・作曲・編曲 | 時間 |
| --------- | ---------- | ---------------- | ---- |
| 1.        | 「一角獣」 | てにをは         | 3:37 |
| 合計時間: | 合計時間:  | 合計時間:        | 3:37 |

## 映像作品
ミュージック・ビデオのイラストはねここが手掛けている。伝説の生き物一角獣のように額に角を生やした脚に蹄を持つ半人半獣の少年、非常口や改札のイラストが主に用いられている。動画の中で使用されている歌詞はてにをはが手書きしたもの。

## 番組出演
- 『802 Palette』（2020年6月6日放送） - 全国で初めて一角獣がフルでオン・エアされた[7]
- 『インディーズ・アロー』（2020年7月15日放送） - 一角獣がフルでオン・エアされ、てにをはのQ&A形式のコメントが紹介された[8]